# Turquía en los Juegos Olímpicos de la Juventud 2018
Turquía compitió en los Juegos Olímpicos de la Juventud 2018 en Buenos Aires, Argentina desde el 6 de octubre al 18 de octubre de 2018.

## Atletismo
Mujeres
| Sexo | Atleta         | Evento          | Stage 1  | Stage 1 |
| Sexo | Atleta         | Evento          | Result   | Rank    |
| ---- | -------------- | --------------- | -------- | ------- |
| W    | Ozlem Becerek  | Discus Throw    | 51'90    | 3       |
| M    | Özgür Topsakal | 5000m Race Walk | 21:23'99 | 9       |

## Natación
Hombres
| Atleta    | Evento          | Heat    | Heat | Final         | Final         |
| Atleta    | Evento          | Tiempo  | Rank | Tiempo        | Rank          |
| --------- | --------------- | ------- | ---- | ------------- | ------------- |
| Efe Turan | 400 m Freestyle | 3:56'92 | 18   | No pasa ronda | No pasa ronda |

## Medallas

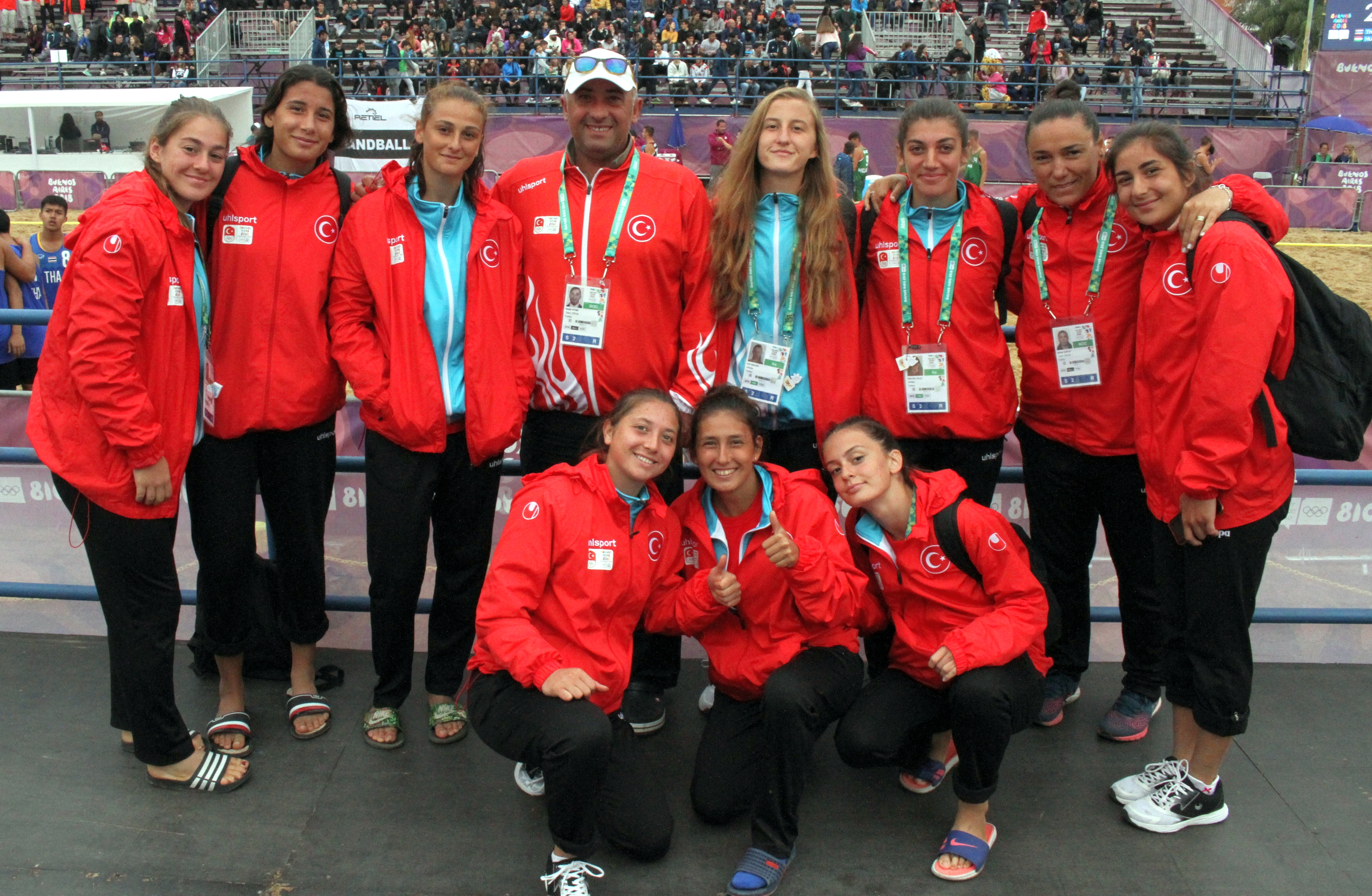
Equipo de balonmano de playa de Turquía

|       | Medalla de oro | Medalla de plata | Medalla de bronce | Total |
| ----- | -------------- | ---------------- | ----------------- | ----- |
| TOTAL | 1              | 3                | 7                 | 11    |

## Medallistas
El equipo olímpico sudafricano obtuvo las siguientes medallas:
| Nombre         | Deporte      | Competición                 |
| -------------- | ------------ | --------------------------- |
| Oro            |              |                             |
| Muhammed Ozbek | Halterofilia | Hasta 69Kg M                |
| Plata          |              |                             |
| Caner Toptas   | Halterofilia | Hasta 62Kg M                |
| Dilara Narin   | Halterofilia | Más de 63Kg F               |
| Osman Ayaydın  | Lucha        | Grecorromana - Hasta 92Kg M |
| Bronce         |              |                             |
| Mehmet Celik   | Atletismo    | 800 m Metros M              |
| Ozlem Becerek  | Atletismo    | Lanz. de Disco M            |
| Munevver Hanci | Atletismo    | Lanz. de Jabalina M         |
| Nida Karasakal | Halterofilia | Hasta 44Kg F                |
| Enes Bulut     | Karate       | Más de 68Kg M               |
| Halil Gökdeniz | Lucha        | Libre - Hasta 48Kg M        |
| Ömer Aydın     | Judo         | Hasta 100Kg M               |

## Competidores
| Deporte   | Hombres | Mujeres | Total |
| --------- | ------- | ------- | ----- |
| Atletismo | 1       | 1       | 1     |
| Natación  | 1       |         | 1     |
| Total     | 2       | 1       | 3     |

- Datos: Q48609669
- Multimedia: Turkey at the 2018 Summer Youth Olympics / Q48609669